# 鄭一元
鄭一元（16世紀—17世紀），字貞起，號友泉，南直隸寧國府涇縣人，明朝政治人物。

## 生平
鄭一元是萬曆四年（1576年）丙子科應天鄉試第二十一名舉人，十七年（1589年）授蒼梧知縣，十九年（1591年）任廣西鄉試同考官，取錄解元龐鼎等十人，縣內有斷腸草，愚民爭相食用而死，他命令犯罪者贖免每杖二十，納草百斗在縣廳焚毀，梧州人稱頌他：「杖二十草十件，賴鄭公腸不斷。」上級得知此事，陞他為刑部主事。著有《襲巾草》、《賓月軒詩集》。

## 引用
1. 1 2  民國《涇縣志·卷十七·人物》：鄭一元，字貞起，號友泉，萬曆丙子舉人，仕蒼梧知縣，辛卯分考粵西得解元龐鼎十人，縣有草名斷腸，愚民爭競輙食草死，元命諸犯罪者贖免每杖二十，納草百觔焚廳右，梧人謠曰：「杖二十草十件，賴鄭公腸不斷。」當道聞于朝，以政最陞刑部主事，著有《襲巾草》、《賓月軒詩集》。 錢志